# خانه کریم زاده
خانه کریم زاده مربوط به دوره پهلوی اول است و در بیرجند، خیابان مطهری، میدان چهاردرخت واقع شده و این اثر در تاریخ ۱۰ خرداد ۱۳۸۲ با شمارهٔ ثبت ۸۹۳۶ به‌عنوان یکی از آثار ملی ایران به ثبت رسیده است.